# 도쿠가와 구니유키

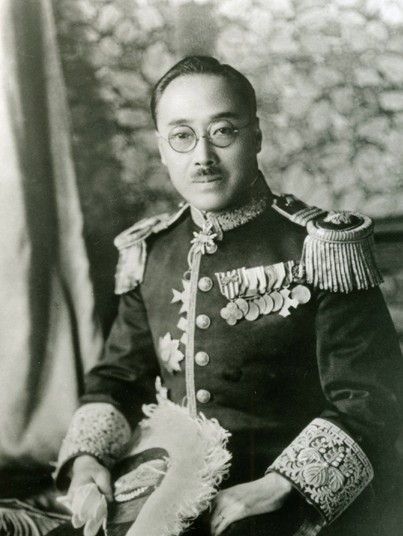
도쿠가와 구니유키 공작

도쿠가와 구니유키(徳川圀順)는 일본 제국의 화족, 정치인, 육군군인이다. 계급은 육군 보병 소위. 작위는 후작에서 공작으로 승작(1929년)되었다. 승작의 이유는 미토번주 도쿠가와 미쓰쿠니에 의해 편찬이 개시된 대일본사가 미쓰쿠니 이래로 미토 후작가의 가업으로 지속되어 구니유키 대(메이지 시대)에 완성되었기 때문이다.
아버지는 도쿠가와 아쓰요시(徳川篤敬) 후작이며 어머니는 사토코(聰子, 다카마쓰 백작가 당주 마쓰다이라 요리토시 백작의 장녀)이다.